# ISO 10303-22
ГОСТ Р ИСО 10303-22 раздел государственного стандарта, посвященный методам реализации семейства форматов STEP с официальным названием Стандартный Интерфейс Доступа к Данным (Standard data access interface, SDAI), СИДД. Официальное название: "Методы реализации. Стандартный Интерфейс Доступа к Данным".
СИДД определяет абстрактный Программный Интерфейс (API) для работы с данными, определёнными EXPRESS-схемой. В данной спецификации СИДД определён независимо от привязки к определённому языку программирования, но существуют стандарты имплементации для следующих перечисленных языков программирования:
- Часть 23 - Имплементация СИДД для языка C++
- Часть 24 - Имплементация СИДД для языка C
- Часть 27 - Имплементация СИДД для языка Java с расширениями для работы в Internet/Intranet
- Разработка привязки СИДД к языку FORTRAN - отменено.

Стандарты привязки имплементации SDAI к разным языкам программирования имеют своей целью предоставить возможность прямого переноса приложений от одной имплементации СИДД к другой, хотя в настоящее время перенос исходного кода между разными имплементациями как правило не возможен в силу не полного их соответствия стандарту, многие имплементации имеют значительные различия и не полностью соответствуют стандарту ISO-10303-22, за исключением нескольких дорогих коммерческих реализаций. Часть 35 стандарта STEP описывает формальный набор правил которые позволяют определить соответствие имплементации СИДД стандарту.
Основные компоненты СИДД (SDAI):
- СИДД словарь (SDAI Dictionary Schema) - мета EXPRESS-схема, позволяющая описывать любые другие EXPRESS-схемы.
- Основные объекты СИДД:
  - СИДД Сеанс (SDAI Session) - позволяет управлять пользовательским окружением СИДДб контролировать логгирование событий и управлять транзакциями.
  - СИДД Репозиторий (SDAI Repository) - физический контейнер для хранения СИДД-моделей, экземпляров схем и пр., например, баз данных.
  - СИДД Модель (SDAI Model) - часть репозитория, содержащая набор экземпляров, соответствующих описанию объектной модели на языке EXPRESS (EXPRESS-схемы).
  - Экземпляр EXPRESS-схемы (Schema Instance) - логическая группировка одной или нескольких СИДД-моделей которые составляют корректное описание системы объектов в соответствии с EXPRESS-схемой.
- Операции над данными:
  - манипулирование объектами управления моделью
  - создание, удаление, модификация данных приложения (экземпляр приложения, значения атрибутов, коллекций и их членов)
  - валидация данных приложения в сообтветствии с ограничениями и правилами, описанными в конкретной EXPRESS-схеме.

## Форматы данных на основе СИДД (SDAI)
- Семейство форматов STEP, протоколы приложений (Application Protocols, серия стандартов ГОСТ ISO 10303), используется в САПР различного назначения:
  - AP203, AP214, AP242 - представление данных о 3D моделях и данные для изготовления деталей.
  - AP210 - Сборка электронных схем, соединений и их общий дизайн и разработка.
  - AP238 (Step NC) - представление данных о процессе изготовления деталей на станках с ЧПУ.
  - AP209 - Междисциплинарный анализ моделей.
  - И др.
- IFC, открытый стандарт для формата представления данных BIM (Building Informational Model), используется в САПР архитектурного направления.
- CIS/2 (CIMsteel Integration Standards), стандарт представления данных о металлоконструкциях.

## Основные поставщики коммерческих реализаций СИДД (SDAI) и совместимых STEP-библиотек
- EPM Technology
- Eurostep
- LKSoftWare GmbH / JSDAI
- Open Design Alliance STEP SDK - библиотека, комплект модулей для работы с данными СИДД, включающая интерпретатор языка EXPRESS, поддержку обменных форматов Step Physical File, STEP-XML, HDF5, визуализацию данных IFC (Open Design Alliance IFC SDK) и STEP, приложение для визуализации и валидации IFC файлов (Open IFC Viewer), построенное на основе собственной реализации СИДД.
- PDTec AG: The Ecco Toolkit provides implementation of ISO 10303-11, -14, -21, -28.
- STEP Tools, Inc